# Trachelyopterus badeli
Trachelyopterus badeli és una espècie de peix de la família dels auqueniptèrids i de l'ordre dels siluriformes.